# Proyecto SEMEFO

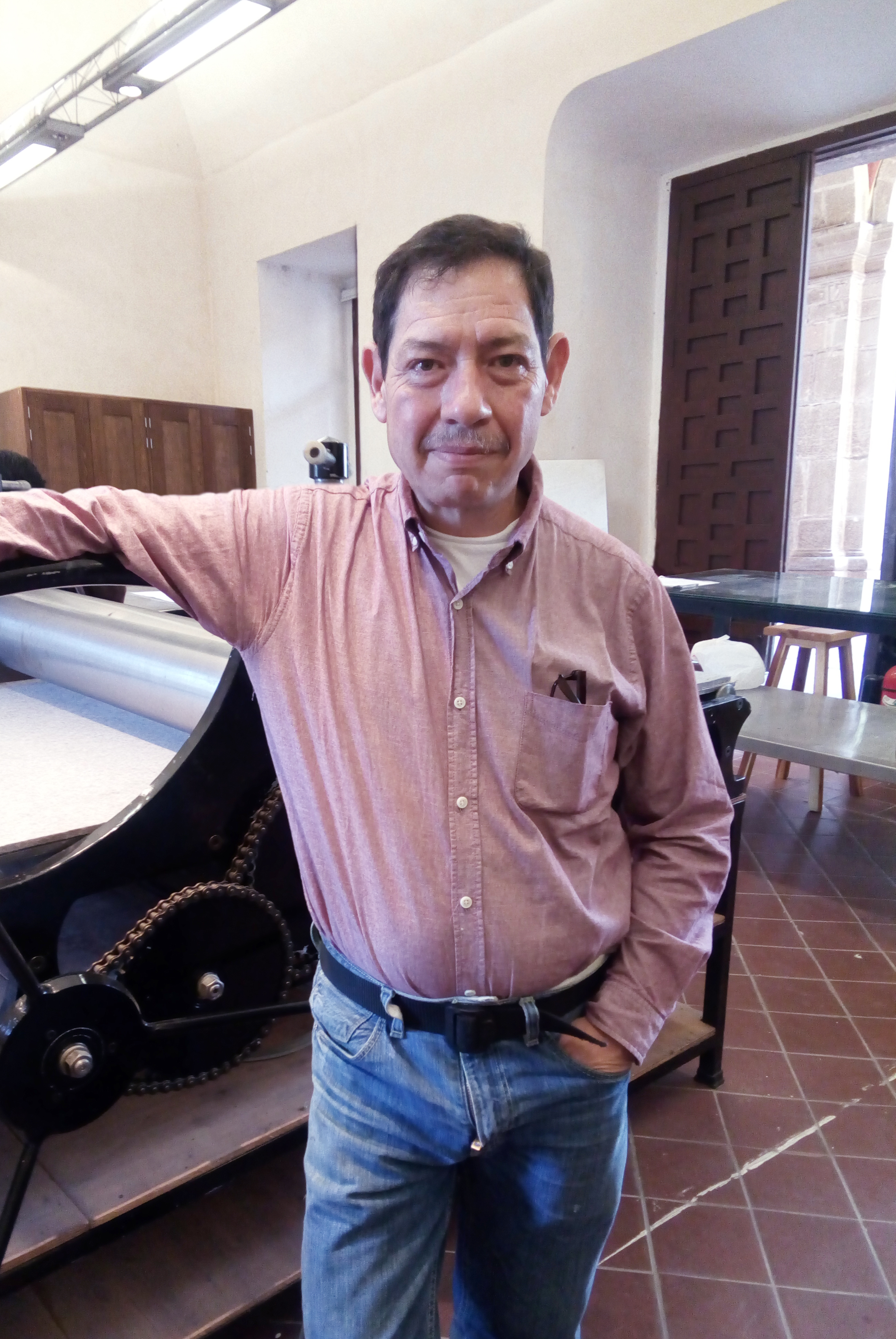
El artista Arturo Angulo, uno de los miembros del proyecto.

El Proyecto SEMEFO o Grupo SEMEFO fue un grupo de arte contemporáneo de México activo entre 1990 y 1999.

## Historia
Originalmente concebido como una banda de death metal, el grupo derivó en un colectivo artístico dedicado a las artes escénicas como el video, instalaciones, performance y fotografía. Según la investigadora Pilar Villela, el grupo pasó en su actividad de manera indistinta "del performance a la instalación, de la instalación al objeto y del objeto a la intervención".
En ella realizaron distintas exploraciones sobre la muerte, la manipulación de cadáveres y las transformaciones de los mismos —llamándolo de modo paradójico «la vida del cadáver»— en el contexto de la violencia social del país. Si bien México tiene acercamientos populares y tradicionales como el Día de Muertos, el trabajo de SEMEFO (siglas del Servicio Médico Forense de México) resultó polémico y provocador el enfoque del grupo al involucrar el trabajo con cadáveres y fluidos orgánicos obtenidos de forma legal e ilegal en las morgues mexicanas, denotando adicionalmente la corrupción administrativa en esos ambientes. Adicionalmente el grupo integró a lo expuesto en sus obras objetos, elementos y símbolos obtenidos de la brujería, la tortura y la destrucción. «Nos influyen artistas como El Bosco, Francis Bacon, Alejandro Montoya, el conde de Lautremont, Georges Bataille, William Burroughs, Cioran, Carcass, Univers Zero, Imamura, Zulawaski, Tarkovsky y Artaud. Pretendemos que todo lo imaginable sea posible", declaró el grupo.
En 1992 SEMEFO participó en el Concurso Nacional de Arte Joven con la pieza «Larvarium», consistente en un ataúd oxidado obtenido ilegalmente, mismo que fue expuesto en el Museo de Arte Carrillo Gil. El grupo obtuvo con la pieza una mención honorífica. La pieza fue comprada por el Museo Universitario Arte Contemporáneo en 2006. Para 1994 el grupo montó la pieza «Lavatio corporis», hecha a partir de cabello humano disecado e inspirada en la obra Los teules de José Clemente Orozco. El objetivo de la pieza fue denotar la continuidad del sacrificio humano en Mesoamérica y en la Nueva España. En 1996 expusieron Dermis, pieza consistente en unas sábanas con fluidos humanos, usadas para amortajar un cadáver, mismo que no se encontraba en la pieza.
El colectivo por Carlos López, Teresa Margolles y Arturo Angulo (quien además de artista es médico forense), e integró a los artistas Víctor Basurto, Arturo López, Juan Manuel Pernás, Juan Luis García Zavaleta, Víctor Macías, Miroslava Salcido y Antonio Macedo.